# Czigány Tamás (építész)
Czigány Tamás (Győr, 1955. május 16. –) Ybl Miklós-díjas magyar építész, a győri Széchenyi István Egyetem docense.

## Életpályája
Szülővárosában a győri bencés gimnáziumban érettségizett. 1980-ban szerzett diplomát a Budapesti Műszaki Egyetemen. 1980 és 1984 között az Észak-dunántúli Tervező Vállalat (GYŐRTERV) munkatársa. 1984-86 között a MÉSZ Mesteriskolájának hallgatója, mestereinek Turányi Gábort és Jurcsik Károlyt tekinti. 1986-tól a Bodrossy Attila által alapított Dimenzió Tervező Kft., 1995-től a Páll Anikóval és Papp Róberttel közösen létrehozott Czita Építésziroda munkatársa.
Eleinte főleg ipari épületekkel foglalkozott. Első komoly sikerét a győri Apor Vilmos Katolikus Iskolaközpont pályázatán elnyert első helyezéssel, majd az ezt követően megépült komplexummal aratta. Ezért, majd a tíz évvel később megépült pannonhalmi apátsági borászatért is Pro Architectura-díjat kapott.
Számos munkája kötődik a római katolikus egyházhoz, illetve a bencés szerzetesrendhez. 1996-ban az ő tervei alapján épült meg az az oltár, amely alatt a Győrbe látogató II. János Pál misézett. 1997 óta rendszeresen dolgozik a Pannonhalmi Bencés Főapátság megbízásából, legfontosabb itteni munkái közül a borászat mellett a zarándokházak és kápolna 2010-ben átadott együttesét érdemes említeni. „Magas színvonalú, letisztult, harmonikus építészeti alkotó tevékenységéért” 1999-ben Ybl Miklós-díjat kapott. Munkáira jellemzőek a letisztult, puritán felületek, a természetes anyagok összehangolt, harmonikus használata. A leggyakrabban fát, természetes követ, téglát és vakolt felületeket használ.
Czigány Tamás 1993-tól tanított a győri Széchenyi István Főiskolán, ahol 1995-ben tudományos főmunkatárs, majd a DLA mesterfokozat 1999-es megszerzését, illetve a győri építészképzés akkreditációját követően 2003-tól egyetemi docens lett. 2000-től a MÉSZ Mesteriskolájában is tanít. A győri egyetemen végzett munkájának jelentőségét jelzi, hogy az Építész Műteremház elkészültét követően, 2009-ben Bodrossy Attilával együtt A megye építészetéért díjjal tüntették ki.
2009-ben Kotsis Iván-emlékérmet kapott. Ez alkalommal Csontos Csaba építész a következő szavakkal méltatta: „A lakóépületeken a gondos világos, észszerű szerkesztést, az arányosságot és a sallangmentességet érzékelhetjük. A legtermészetesebb módon van jelen az otthonosság is. A diákkápolna és az apátsági kápolna szintén sallangmentesen, arányos és ihletett szerkesztéssel, zökkenőmentesen simult be a meglévő épületbe és szolgál a személyes elmélkedéshez, szertartáshoz. Az urnafalas temető a Szent Imre templom mellett a kompozíció része lett, vele összeforrott. Az építész képessége a meglévő folytatására más munkáinál is szembetűnő, például a Bartók Béla Művelődési Központ esetében az épületre vonatkozóan, vagy a győrszentiváni közösségi ház városrendezési szerepét tekintve. A mesterjegyek a borászaton is láthatók, a szemlélő ez esetben még valami titokzatosságot is érez, ami itt talán az átváltozásra utal. Ezekben a művekben én az örökkévalóság jegyeit vélem fölfedezni.” 2014-ben Prima díjat kapott.
Fényképészként is alkot, több kiállítása volt.

## Fontosabb munkái
- 1984. GRABOPLAST gyártócsarnok és szociális épület, Győr
- 1991. 35 lakásos társasház és üzletek, Nagykanizsa
- 1993. Apor Vilmos Katolikus Iskolaközpont, Győr-Marcalváros (Fodróczy Józseffel, Varga F. Istvánnal)
- 1996. A pápai mise oltára, Győr, Ipari Park
- 1997. Bartók Béla Ének-zenei Általános Iskola tornaterme, Győr (Páll Anikóval)
- 1997. Lelkigyakorlatos ház és ifjúsági tábor, Győrújbarát
- 1997. A bencés gimnázium diákkápolnájának belsőépítészete, Pannonhalma (Páll Anikóval)
- 1997. Családi ház, Győr, Szabadrév utca
- 1998. Szent Anna Otthon, Győr-Marcalváros
- 1998. Kápolna a bencés apátságban, Tihany (belsőépítészet, Páll Anikóval)
- 1997-98. Garzonház, Győr, Zöld utca (Páll Anikóval)
- 1999-2000. Idősek otthona, Mosonmagyaróvár (Tóth Györgyivel)
- 2000. A bazilika előtti tér rendezése, Pannonhalma (Papp Róberttel)
- 2000-2002. A Bartók Béla Megyei Művelődési Központ rekonstrukciója, Győr (Tóth Györgyivel, Páll Anikóval és Sándor Jánossal) [halott link]
- 2001-2002. DATACON irodaépület és gyártócsarnok, Győr, Ipari Park (Páll Anikóval)
- 2001-2002. 70 lakásos garzonház, Győr-Marcalváros [halott link]
- 2002-2004. Műemléki rekonstrukció és lakóépület, Mosonmagyaróvár, Városkapi tér (Páll Anikóval) [halott link]
- 2003. Borászat, Pannonhalma, Bencés Apátság (Papp Róberttel, Tóth Györgyivel)  Archiválva 2009. december 3-i dátummal a Wayback Machine-ben
- 2004-2005. Életöröm Idősek Otthona, Veszprém (Páll Anikóval, Tóth Györgyivel, Polyák Györggyel)
- 2005-2007. Többfunkciós kulturális és közösségi tér, Győrszentiván (Papp Róberttel, Tóth Györgyivel)
- 2007. A Szent Imre Plébánia liturgikus terének átalakítása, urnafal (Tóth Györgyivel), Győr
- 2008. A Széchenyi István Egyetem Építész Műteremháza, Győr (Bodrossy Attilával – eredeti tervező: Hofer Miklós)  Archiválva 2011. december 15-i dátummal a Wayback Machine-ben
- 2009. Biomassza fűtőmű. Pannonhalma, Bencés Apátság (Papp Róberttel és Nagy Andrással)  Archiválva 2012. április 1-i dátummal a Wayback Machine-ben
- 2010. Zarándokház és kápolna, Pannonhalma (Papp Róberttel és Cseh Andrással)  Archiválva 2011. május 10-i dátummal a Wayback Machine-ben
- 2011. Porta Pacis, fogadóépület, Tihany (Papp Róberttel, Juhász Rékával és Cseh Andrással, belsőépítészet: Tóth Györgyi)
- 2013. Új látogatóbejárat, Pannonhalma, Bencés Apátság (Páll Anikóval, Tóth Györgyivel)